# Rhexia biplaga
Rhexia biplaga är en insektsart som beskrevs av Walker. Rhexia biplaga ingår i släktet Rhexia och familjen hornstritar. Inga underarter finns listade i Catalogue of Life.